# Minecraft: Story Mode
Minecraft: Story Mode (укр. Minecraft: Режим Історії) — відеогра жанру квест із серії ігор «Minecraft», що була розроблена та видана Telltale Games за участі Mojang Studios 13 жовтня 2015 року. Існує у версіях для Microsoft Windows, OS X, PlayStation 3, PlayStation 4, PlayStation Vita, Wii U, Xbox 360, Xbox One, Android та iOS.
Гра має епізодичний формат, починаючи з 13 жовтня 2015 року. Як і Minecraft, вона має характерний блоковий стиль, де всі об'єкти складаються з різноколірних кубиків.

## Ігровий процес
Гравець керує персонажем, який вирішує головоломки, збирає різні речі й виготовляє з них інші, та спілкується з внутрішньоігровими персонажами задля просування сюжетом. На початку гравець обирає вигляд свого персонажа, який володіє запасом здоров'я і простою бойовою системою. Будуючи споруди й користуючись зброєю, він бореться з ворогами і виконує сюжетні завдання. Часто існує вибір з-поміж кількох варіантів відповідей та дій, які передбачають різні наслідки. При цьому час на вибір варіанту обмежений. Персонаж має інвентар, куди поміщаються кілька предметів.

## Світ гри
Події Minecraft: Story Mode відбуваються у складеному з кубиків світі гри Minecraft. Персонаж Джессі мешкає там з напористою і кмітливою Олівією, імпульсивним, проте вірним другом Акселем, жорсткою і проникливою Петрою, та поросям Рубеном. У давнину, Орден Каменя (The Order of the Stone) з п'ятьох легендарних шукачів пригод врятував світ від Дракона Енду: Габріеля, Еллеґаард, Маґнуса, Сорена та Айвора. Але ця історія стала легендою і багато хто вже не вірить, що подвиги Ордена дійсно відбувалися.
Перед фестивалем будівельників EnderCon Джессі дізнається, що фестиваль відвідає сам Габріель, а переможець зможе з ним зустрітись. Ватага Лукаса глузує з Джессі та його друзів і ті вирішують перевершити їх в майстерності й поставити на місце. Але в ході будівництва в околицях починаються дивні події: звідусіль виникають зомбі, скелет та інші чудовиська. Тим часом Петра задумує обмін викраденого черепа із загадковим чоловіком, який виявляється Айвором. Той з допомогою черепа конструює Візера аби показати свою силу. Однак Візер-буря виявляється неконтрольованою, з чого починаються пригоди Джессі з друзями з порятунку світу.

## Епізоди

### 2015
- The Order of the Stone — вийшов 13 жовтня 2015[1].
- Assembly Required — вийшов 27 жовтня 2015[1].
- The Last Place You Look — вийшов 24 листопада 2015[1].
- A Block and a Hard Place — вийшов 17 грудня 2015.

### 2016
- Order Up! — вийшов 29 березня 2016[2].
- A Portal to Mystery — вийшов 7 червня 2016.
- Access Denied — вийшов 26 липня 2016.
- A Journey's End? — вийшов 13 вересня 2016.

## Кінець підтримки
Починаючи з 25 червня 2019 року, гру більше не можна придбати в таких ігрових магазинах, як Steam, Microsoft Store, Play Store, Nintendo eShop, PlayStation Store, App Store, а також на офіційному сайті Telltale Games. Це було зумовлено тим, що ліцензія на гру не була придбана жодною компанією, проте все ще можна завантажити Minecraft: Story Mode з офіційних магазинів, якщо гра є у бібліотеці користувача.